# Cagnes-sur-Mer
Cagnes-sur-Mer (Occitaans: Canha de Mar: Italiaans (verouderd): Cagno) is een gemeente in het Franse departement Alpes-Maritimes (regio Provence-Alpes-Côte d'Azur). De gemeente telde 52.852 inwoners op 1 januari 2022. De plaats maakt deel uit van het arrondissement Grasse. De gemeente ligt tussen Cannes en Nice.

## Geografie
De oppervlakte van Cagnes-sur-Mer bedroeg op 1 januari 2022 17,95 vierkante kilometer; de bevolkingsdichtheid was toen 2.944,4 inwoners per km².
De Cagne stroomt door de gemeente en mondt er uit in de baai Baie des Anges.
De onderstaande kaart toont de ligging van Cagnes-sur-Mer met de belangrijkste infrastructuur en aangrenzende gemeenten.

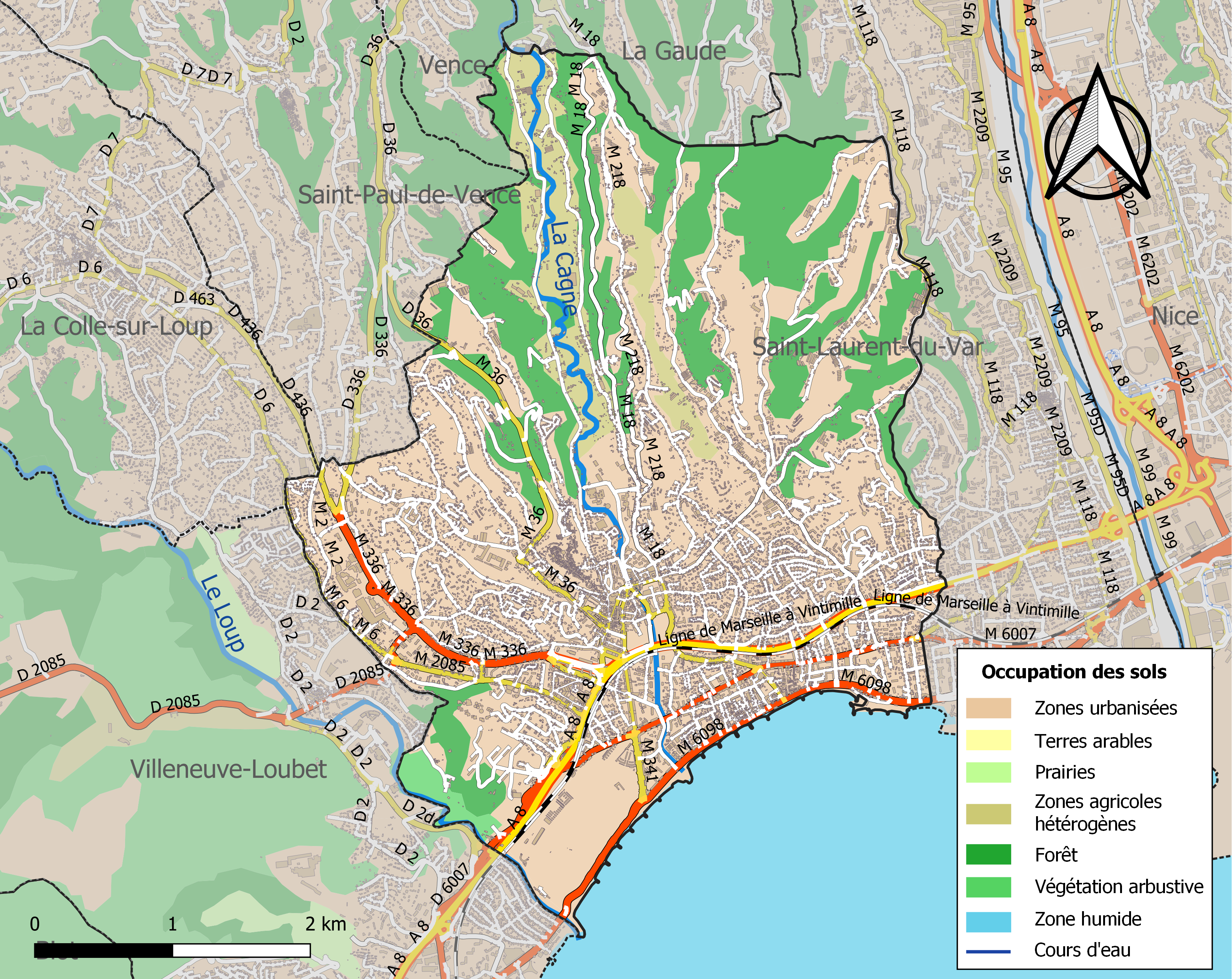

## Geschiedenis
Reinier Grimaldi (1267-1314) werd heer van Cagnes en liet hier in 1309 een burcht bouwen, bekend als het Château Grimaldi. Rond 1620 liet Jean-Henri Grimaldi (1604-1657) het middeleeuwse kasteel ombouwen in een paleis. Cagnes ontstond op de heuvel rond het kasteel en werd beschermd met een 3 meter brede stadsmuur. De stenen van de in ongebruik geraakte stadsmuur werden in de 19e eeuw gebruikt voor de bouw van huizen. Het stadscentrum verschoof van Haut-de-Cagne op de heuvel naar de vlakte.
Cagnes was een landbouwdorp. In de 15e eeuw waren hennep, olijfolie en wijn de voornaamste producten. De wijnbouw nam in belang toe en daarnaast kwam er tuinbouw. Vanaf de 19e eeuw werd de bloementeelt belangrijk. Cagnes-sur-Mer groeide in de jaren twintig uit tot een kunstenaarskolonie waar onder andere de kunstenaars Walter Brandligt, Fits van Hall, Hans van der Kallen, Elisabeth de Meijier en John Skolle hun thuis vonden.
Cros-de-Cagnes veranderde van een moerassig gebied waar enkel occasioneel gevist werd, tot een vissersdorp dat op zijn hoogtepunt in de jaren 1920 en 1930 een honderdtal vissersboten en tweehonderd vissers telde. In 1960 werd een kleine jachthaven aangelegd en vanaf 1971 stranden.

## Demografie
Onderstaande figuur toont het verloop van het inwonertal (bron: INSEE-tellingen).
Vanwege een beveiligingsprobleem met de MediaWiki Graph-software is het momenteel niet mogelijk deze grafiek weer te geven. Zodra de software is bijgewerkt zal de grafiek vanzelf weer zichtbaar worden.

## Economie
Tuinbouw is van oudsher een belangrijke economische activiteit in Cagnes. Vanaf de 19e eeuw legden de tuinbouwers zich toe op de bloementeelt voor snijbloemen, vooral anjers. In 1956 werden op 1740 ha bloemen geteeld. Ook circa 2020 telt de gemeente nog 330 landbouwondernemingen waarvan er 220 bloemen telen op 867 ha.
Het toerisme is een belangrijke economische sector. De gemeente telt 3,5 km aan kiezelstranden. Cros-de-Cagnes heeft een kleine jachthaven, naast een vissershaven en een post van de reddingsdienst op zee.

## Bezienswaardigheden

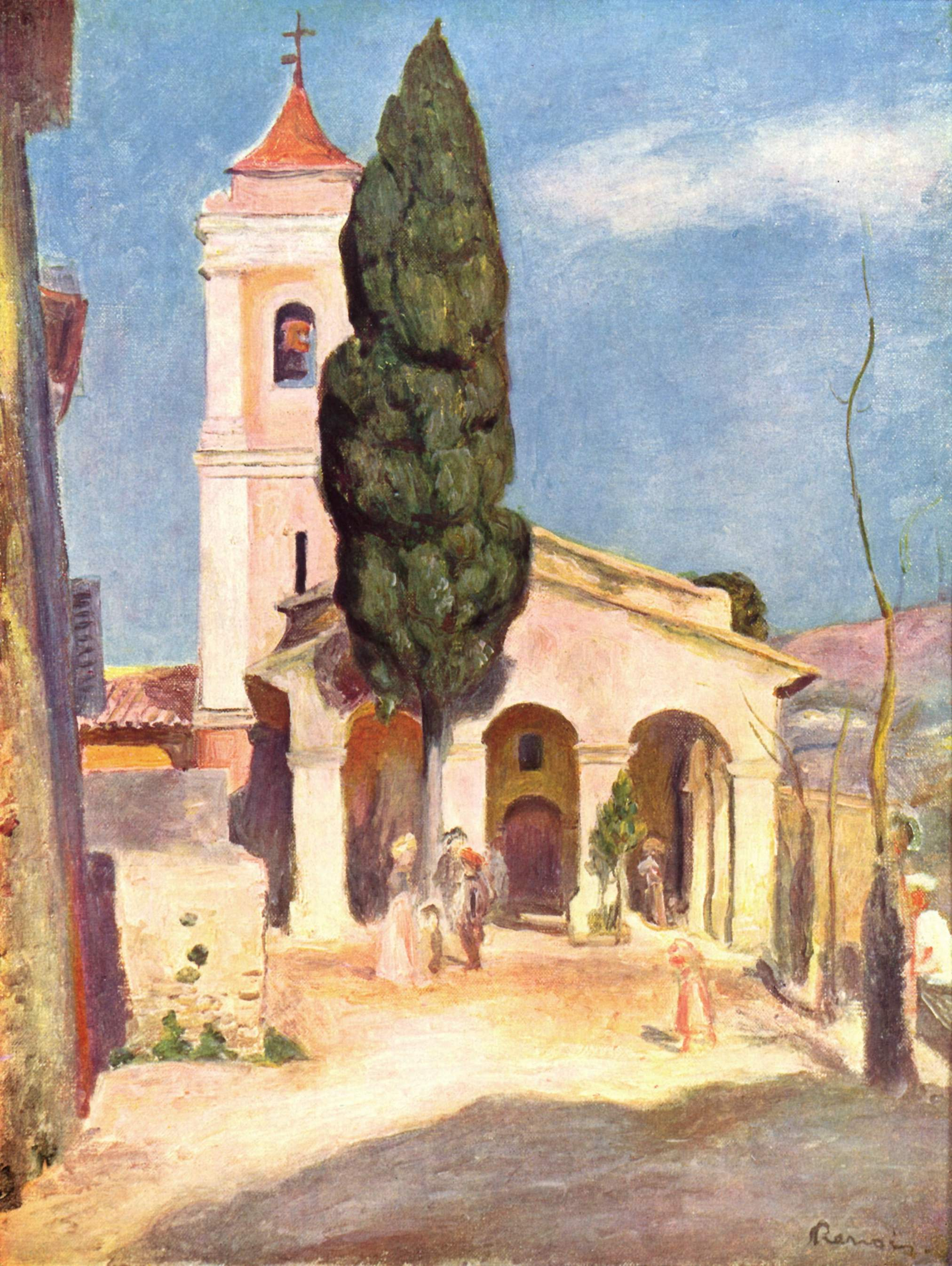
Pierre-Auguste Renoir, kerk in Cagnes

- de middeleeuwse wijk Haut-de-Cagnes
- de visserswijk Cros-de-Cagnes
- hippodrome de la Côte d'Azur

### Musea
- Grimaldi Museum, met een collectie van moderne kunst en een etnografische collectie rond olijfbomen
- Musée Renoir, Musée de France gewijd aan de kunstschilder Pierre-Auguste Renoir die vanaf 1908 in Cagnes-sur-Mer woonde. Het museum bezit veertien schilderijen van Renoir.
- Musée du Bijou Contemporain

### Afbeeldingen

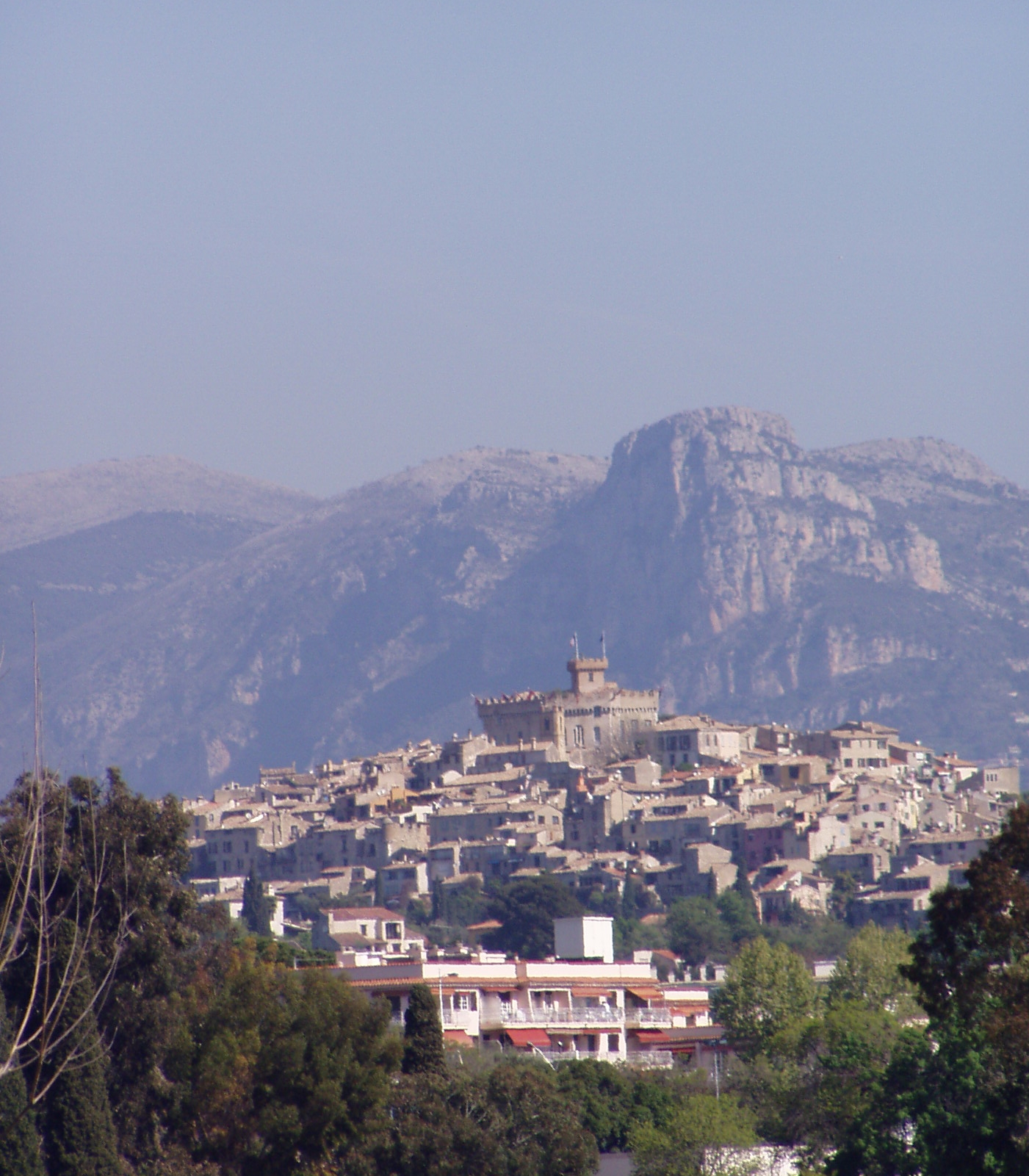
Haut-de-Cagnes
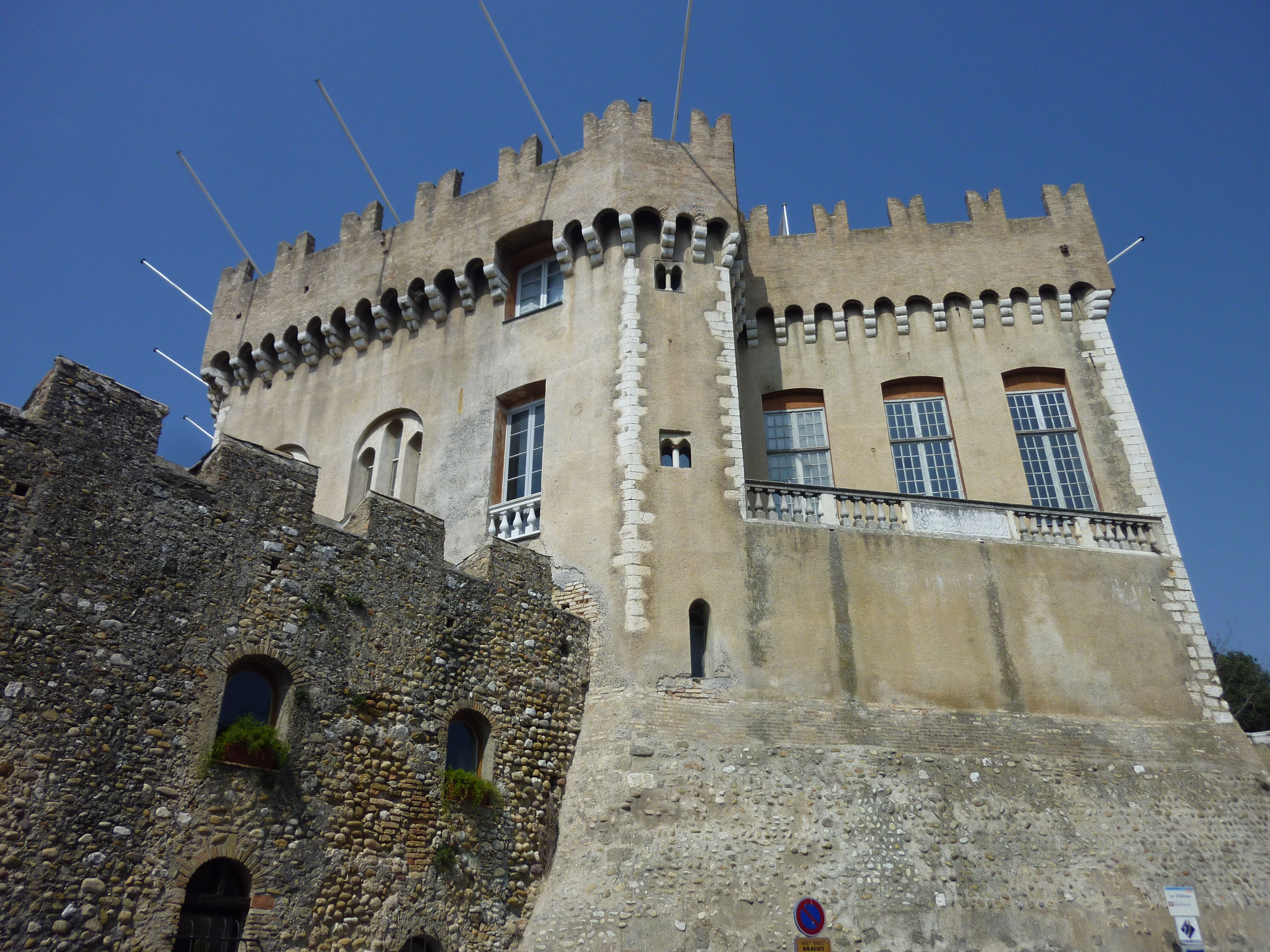
Château Grimaldi
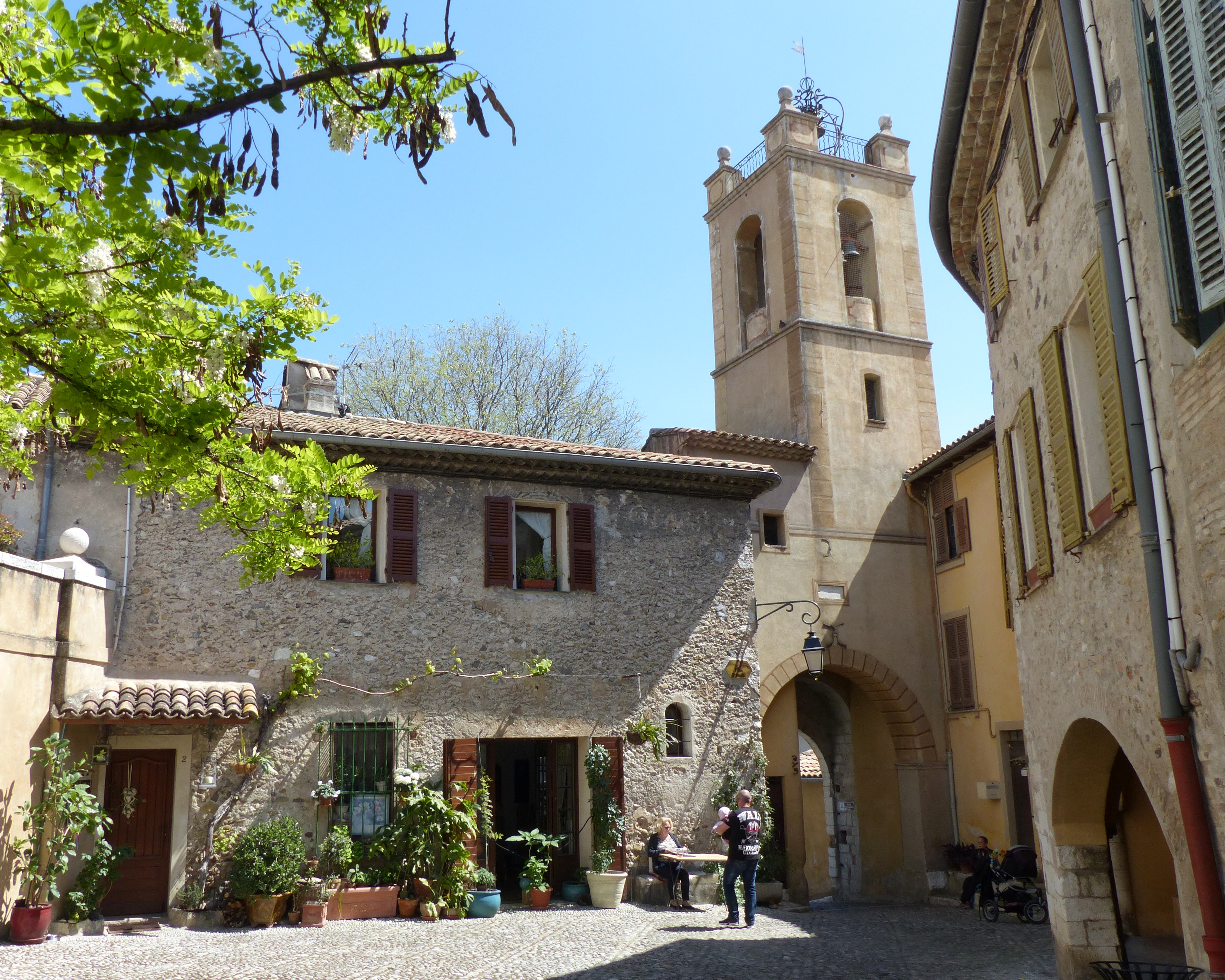
Kerk Saint-Pierre et Saint-Paul
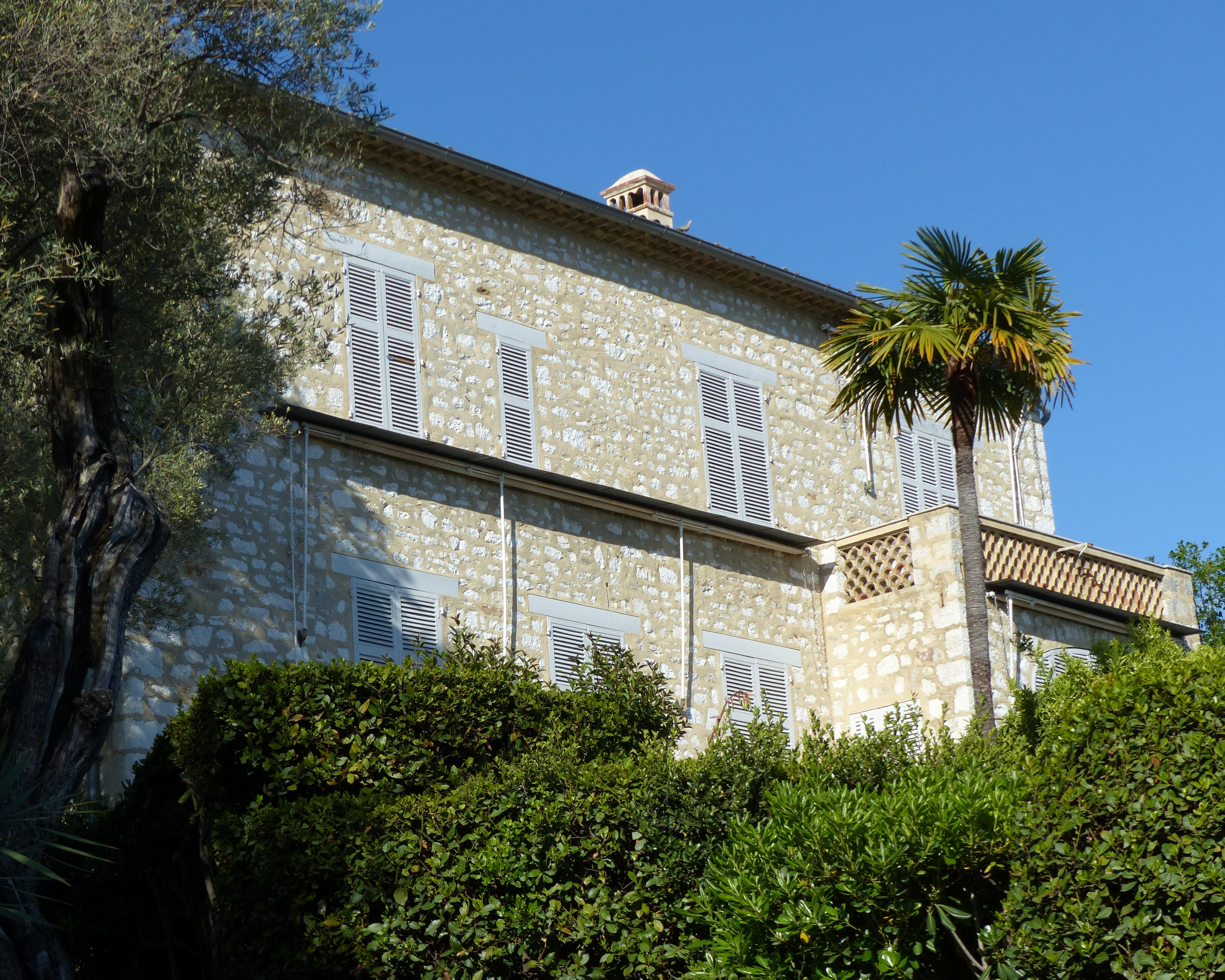
Les Collettes, de woning van Renoir
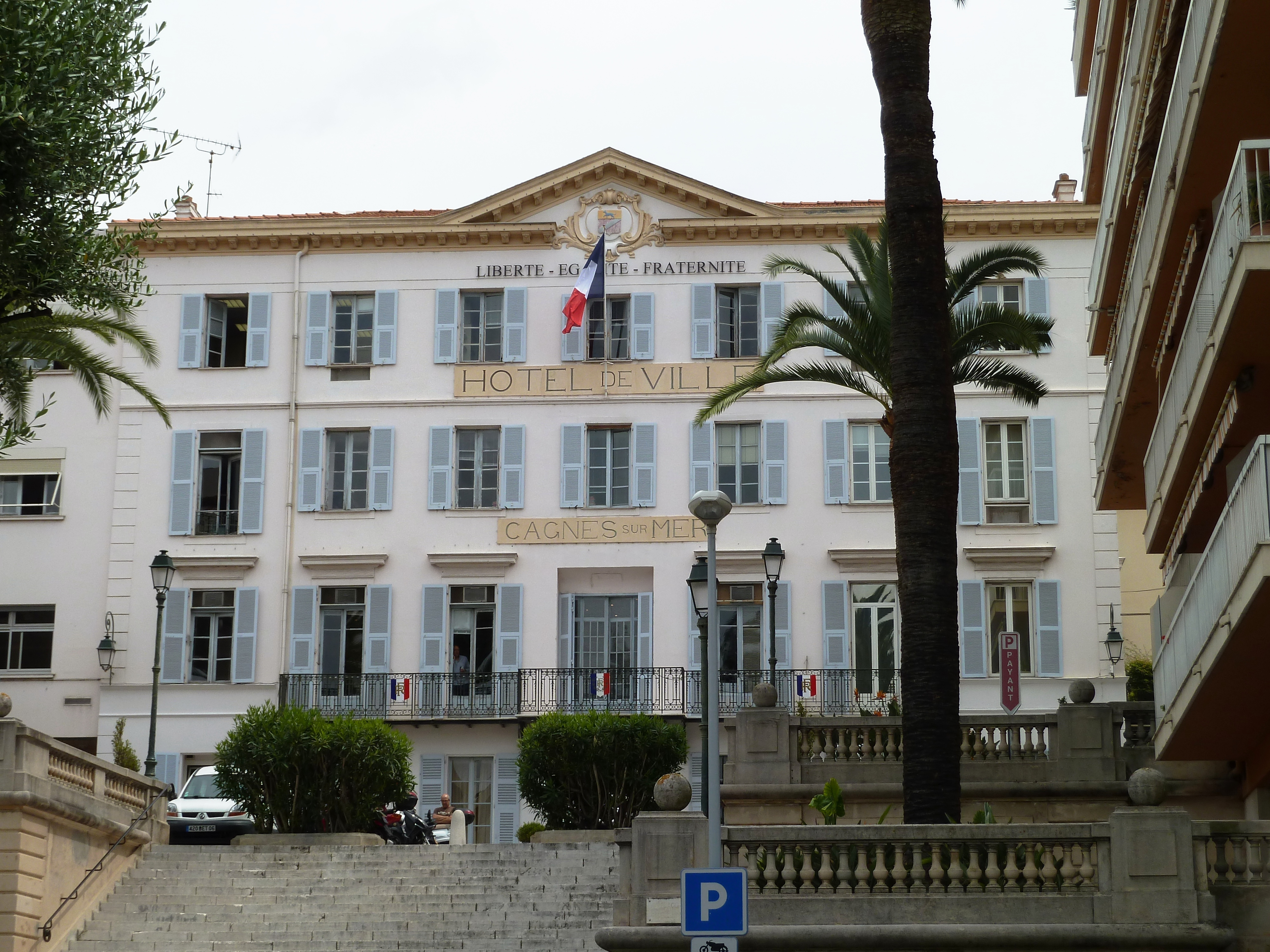
Stadhuis
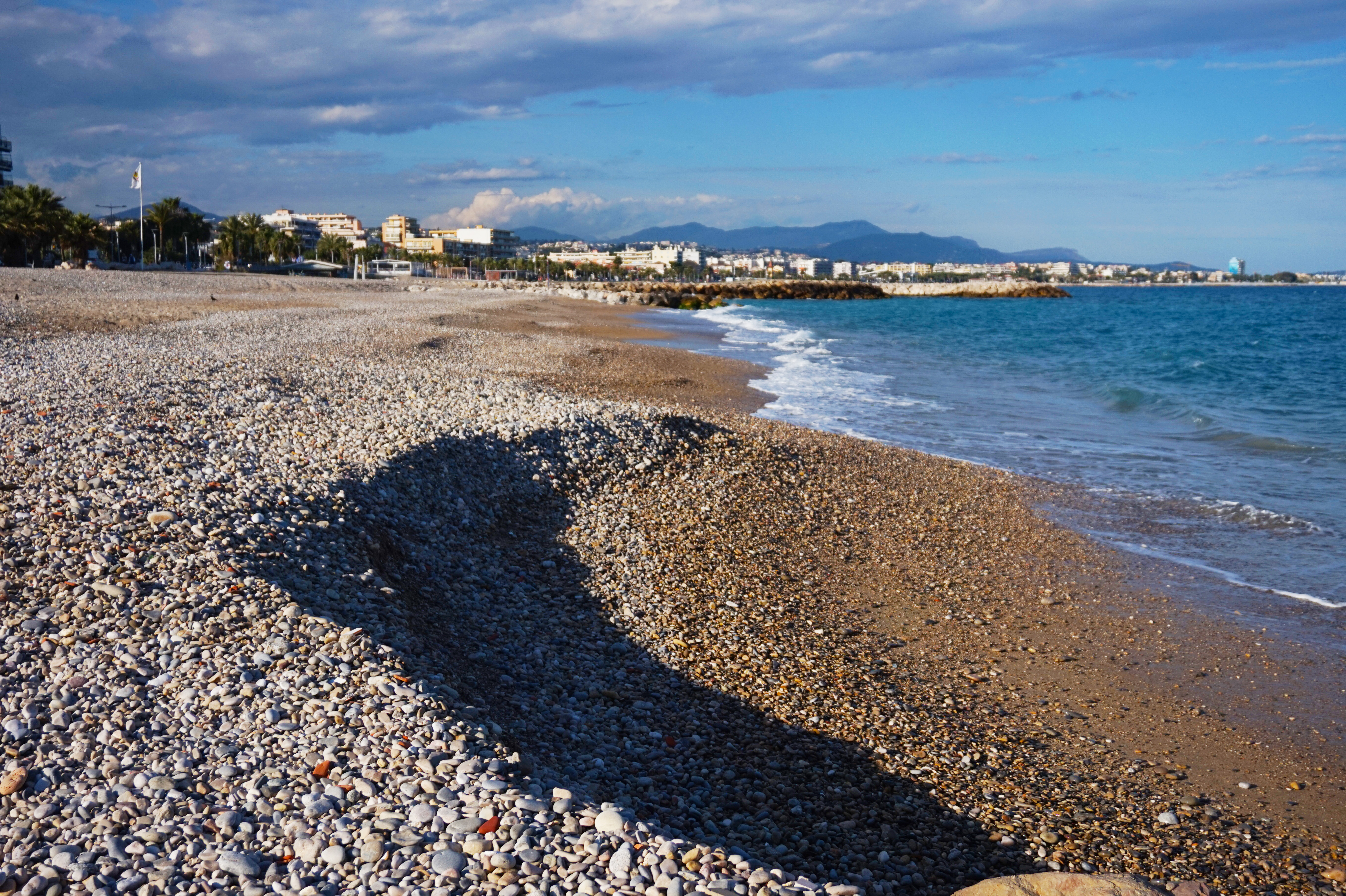
Strand

## Verkeer en vervoer
In de gemeente ligt het spoorwegstation Cros-de-Cagnes. 
De autosnelweg A8 loopt door de gemeente.

## Bekende inwoners

### Geboren
- Olivier Trastour (1971), wielrenner

### Overleden
- Pierre-Auguste Renoir (1841-1919), impressionistisch kunstschilder
- Gustave Marissiaux (1872-1929), Belgisch kunstfotograaf
- Boris Grigorjev (1886-1939), Russisch schilder en schrijver
- Edouard Chappel (1859-1946), Belgisch-Engels kunstschilder

### Begraven
- Suzy Solidor (1900-1983), zangeres en actrice

### Nederlanders
Bekende Nederlanders die in Cagnes-sur-Mer hebben gewoond waren:
- Walter Brandligt (1901-1943), schrijver
- Frits van Hall (1899-1945), beeldhouwer
- Hans van der Kallen (1904-1964) schrijver, bekend geworden als Havank
- Elisabeth de Meijier (1899-1951), schrijfster

## Partnerstad
- Passau, sinds 1973